# لونغ آيلاند سيتي
لونغ آيلاند سيتي هو حي سكني وتجاري يقع على الطرف الغربي المتطرف من كوينز، في مدينة نيويورك ، في الطرف الغربي من Long Island. يحدها أستوريا من الشمال. النهر الشرقي من الغرب شارع هازن ، شارع 49 ، ومقبرة نيو كالفاري في سانيسايد إلى الشرق ؛ ونيوتاون كريك - الذي يفصل بين كوينز وغرينبوينت ، بروكلين - إلى الجنوب. المنطقة جزء من مجلس مجتمع كوينز 1 في الشمال ومجلس مجتمع كوينز 2 في الجنوب.

## أعلام
- تيري فين
- جين باغلي
- إد بولاند
- غوس ساندبرغ
- كارولين كوهن
- رون كاري
- جون هاتفيلد